# Haarzuilens
Haarzuilens is een woonplaats in het noordwestelijk deel van de Nederlandse gemeente Utrecht.
Tot en met het jaar 2000 behoorde Haarzuilens tot de gemeente Vleuten-De Meern. Op 1 januari 2001 werd deze gemeente bij de gemeente Utrecht gevoegd. Sinds die datum maakt Haarzuilens deel uit van de Utrechtse wijk Vleuten-De Meern.
Tot Haarzuilens behoren, behalve de bebouwde kom rondom de Brink en het Kasteel de Haar, de Thematerweg en de buurtschappen Ockhuizen en Lage Haar. De Haarzuilense Brink ligt 10 km verwijderd van de Utrechtse binnenstad. Het buitengebied van Haarzuilens is uitgestrekt en dunbevolkt.

## Geschiedenis
De oorspronkelijke naam van Haarzuilens is De Haar. Aan het einde van de 14e eeuw worden het kasteel en de heerlijkheid met deze naam voor het eerst genoemd; waarschijnlijk zijn ze echter enkele eeuwen ouder. Op 1 januari 1812 ging dit gebied voor een korte tijd deel uitmaken van de gemeente Vleuten. Op 1 januari 1818 werd De Haar weer zelfstandig; er werd een gemeente Haarzuilens gevormd uit de vroegere gerechten De Haar, Themaat, Themaat, Engsgerecht en De Hegge op Themaat. Deze gemeente bestond tot 1 januari 1954. In het kader van een gemeentelijke herindeling rondom de stad Utrecht werd toen een nieuwe gemeente Vleuten-De Meern gevormd. Hiertoe ging ook Haarzuilens behoren. Op 1 januari 2001 werd deze gemeente, en daarmee Haarzuilens, bij de gemeente Utrecht gevoegd. De status van officiële woonplaats heeft Haarzuilens evenwel behouden, zowel in 1954 als in 2001.
Haarzuilens is vooral bekend door het Kasteel de Haar. Oorspronkelijk lag het dorp dichter bij het kasteel. In 1898 werd Haarzuilens, op de tot ruïne vervallen kerk na, afgebroken om plaats te maken voor de nieuwe kasteeltuinen. Op de huidige locatie, ongeveer 1 km oostelijker dan de oude, verrees een nieuw Haarzuilens, grotendeels ontworpen door architect Pierre Cuypers, die ook verantwoordelijk was voor de herbouw van het kasteel. Het nieuwe dorp was evenals het oude opgezet als een brinkdorp. Door alle bouwactiviteiten in en rondom het kasteel verdubbelde de omvang van het dorp.
Sinds de verplaatsing en wederopbouw in 1898 is de kern van Haarzuilens weinig veranderd. De panden rondom de Brink zijn nog aanwezig. In de periode 1950 tot 1970 was er sprake van beperkte nieuwbouw, grotendeels buiten het zicht van de Brink.

## Monumenten
In Haarzuilens zijn verschillende rijksmonumenten en gemeentelijke monumenten. De Brink en directe omgeving vormen een beschermd dorpsgezicht.

## Geboren in Haarzuilens
- Jan Broekhuijse (1929-2020), cultureel antropoloog

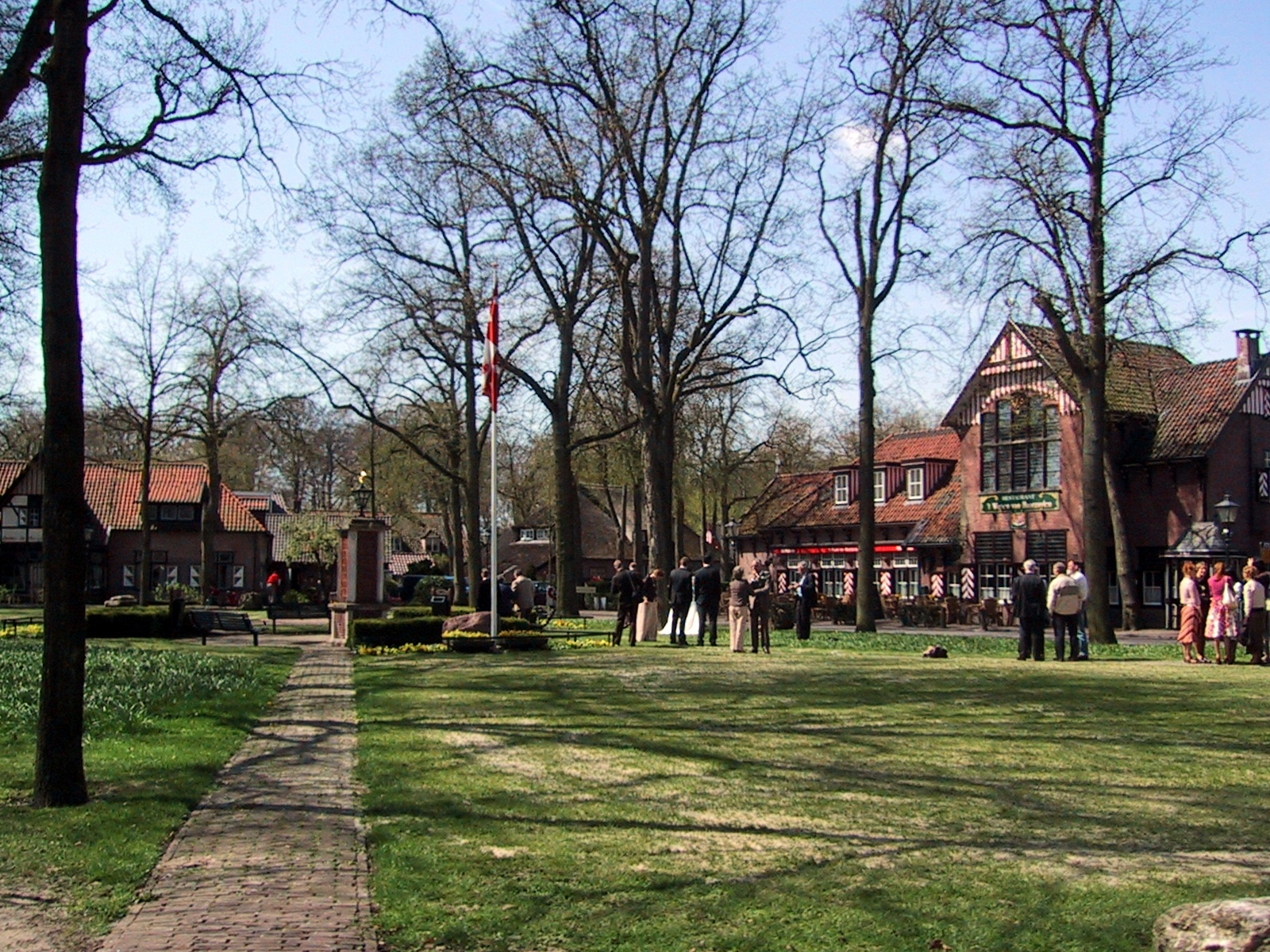
Blik op de brink van Haarzuilens